# Biene (Automarke)
Biene war eine deutsche Automarke.

## Beschreibung
Das einzige Modell war ein Leichtautomobil, das nur ein Jahr lang 1923/24 von dem Hersteller F. M. C. Zimmermann in  Berlin gebaut wurde.
Die Konstrukteure der Biene waren der Lehrer Kraemer und ein gewisser Melms. Grundlage für dieses Fahrzeug war ein Rahmen eines Ford-T, der entsprechend umgebaut wurde. Ein luftgekühlter Zweizylinder BMW-Boxermotor vom Typ M2B 15 mit 6,5 PS diente als Antrieb. Dieser war vorne eingebaut und übertrug die Kraft auf ein Friktionsgetriebe. Von da wurde das rechte Hinterrad mit einer Kette angetrieben. Die Achsen waren an Viertel-Elliptikfedern aufgehängt, die Drahtspeichenräder waren mit 28 × 3 Zoll großen Reifen versehen. Die Karosserie war aus Aluminiumblech gefertigt. Auf der mit vielen Schlitzen versehenen Motorhaube war als Markenzeichen eine große Biene angebracht.
An den Probefahrten nahm der Auto- und Motorradjournalist Baron von Lengerke teil. Nach einer Fahrt sagte er: „der summt wie eine Biene“, daher der Name Biene für das Fahrzeug. Wie viele Bienen gebaut wurden, ist nicht bekannt. Eine Quelle meint, es seien zwei Fahrzeuge gewesen.
Der Bau des ersten Wagens erfolgte im Schlafzimmer des Lehrers Kraemer.